# Hexetidin
Hexetidin (systematický název 1,3-bis(2-ethylhexyl)-5-methylhexahydropyrimidin-5-amin) je antibakteriální a antimykotické činidlo běžně používané ve veterinární i humánní medicíně. Je lokálním anestetikem, adstrigenciem a deodorantem, má také účinnost proti plaku.

## Přípravky

### Sterisol a Stopangin
Hexetidin je například součástí přípravku Sterisol, který je označen jako „symptomatické léčivo pro streptokokovou faryngitidu, tonzilitidu, laryngitidu, gingivitidu, ulcerózní stomatitidu, ústní kandidózu a Vincentovu anginu, pro pooperační hygienu po tonzilektomii a zákrocích v krku a ústech“.
V Česku je znám podobný přípravek s hexetidinem: Stopangin.

### Oraldene
Ve Spojeném království je hexetidin aktivní složkou v medicinálních ústních vodách Oraldene. Ve 100 ml obsahují 0,1 g hexetidinu.

### Hexoral
V některých evropských zemích se prodává roztok na kloktání a ústní sprej Hexoral s obsahem 0,2 % hexetidinu.
Hexoral však již obsahuje chlorhexidin, a ne jen prostý hexetidin: To údajně z důvodu malé účinnosti hexetidinu.

### Bactidol
V Asii je v prodeji ústní voda Bactidol obsahující hexetidin.